# Maurice Boucher
Maurice „Mom“ Boucher (* 21. Juni 1953 in Causapscal, Québec; † 10. Juli 2022 in Sainte-Anne-des-Plaines, Québec) war ein kanadischer Rockeranführer und als solcher Präsident des Montreal-Charters der Hells Angels. Er verbüßte von 2002 bis zu seinem Tod eine lebenslange Haftstrafe. Boucher war der Anführer der Hells Angels im „Rockerkrieg in Québec“ (Quebec Biker War, Guerre des motards) gegen den Club Rock Machine von 1994 bis 2002. Im Jahr 2002 wurde Boucher zu einer dreifachen lebenslangen Haftstrafe verurteilt, weil er den Mord an zwei Gefängniswärtern in Québec angeordnet hatte.

## Kindheit und Jugend
Maurice Boucher wurde in Causapscal, Québec, geboren. Als er zwei Jahre alt war, zog seine Familie nach Mercier–Hochelaga-Maisonneuve in Montreal, wo er in ärmlichen Verhältnissen aufwuchs. Boucher verließ in der 9. Klasse die Schule und begann eine kriminelle Karriere in der Drogenszene von Montreal. Er wurde 1974 wegen mehrerer Einbrüche verhaftet und verbrachte sechs Monate in einer Besserungsanstalt. Im November 1975 wurde er erneut festgenommen und wegen bewaffneten Raubüberfalls zu 40 Monaten Gefängnis verurteilt.
Boucher war 1982 Mitglied einer White-Supremacy-Motorcycle-Gang, die sich selbst „SS“ nannte in Anspielung auf die Schutzstaffel der NSDAP. Der Club hatte seinen Standort in Pointe-aux-Trembles auf der Île de Montréal. Ein befreundetes Mitglied war Salvatore Cazzetta. Beide etablierten sich als Anführer der Gruppe und schlossen sich den Hells Angels an, als diese versuchten, in Kanada Fuß zu fassen.
Im Jahr 1985 kam es zu einer Auseinandersetzung zwischen zwei Hells-Angels-Chartern in Kanada. Das Charter Lennoxville unterstellte dem Charter in Laval, Einnahmen aus Drogengeschäften veruntreut und so ein weiteres Charter in Neuschottland um 96.000 kanadische Dollar betrogen zu haben. Das Laval-Charter wurde nach Lennoxville eingeladen und ermordet. Die Leichen wurden erst zwei Monate später im Sankt-Lorenz-Strom von Sporttauchern gefunden. Das Ereignis wurde später als „Lennoxville Massacre“ bezeichnet und gilt als eines der schwersten Verbrechen, die in Kanada begangen wurden. Cazzetta, angewidert von dem hinterhältigen Angriff auf die eigenen „Brüder“, lehnte es ab, weiterhin zusammen mit Boucher die Hells Angels zu leiten, und gründete mit seinem Bruder Giovanni 1986 einen Motorrad-Club, den sie Rock Machine nannten.

## Hells Angels
Ende 1987, nach einer weiteren 40-monatigen Haftstrafe, diesmal wegen einer Vergewaltigung unter Androhung des Todes durch eine Schusswaffe, schloss sich Boucher den Hells Angels in Montreal an und stieg rasch in der Rangliste auf. Anfang der 1990er war er die mächtigste Figur in der Rockerszene Kanadas. Zu seinen kriminellen Aktivitäten zählte Drogenschmuggel und Kreditbetrug.
1994 wurde sein früherer Freund Salvatore Cazzetta mit 200 Kilogramm Kokain festgenommen. Rock Machine war daher eine Zeitlang führerlos. Boucher, inzwischen Präsident des Montreal-Charters der Hells Angels, beschloss die temporäre Schwächung auszunutzen und gegen Rock Machine und weitere in die Drogengeschäfte Montreals verwickelte Gruppierungen vorzugehen. Er wollte langfristig die Hells Angels als Monopol auf dem Drogenmarkt in Montreal und später in ganz Québec etablieren.
Boucher begann sogenannte Puppet-Clubs zu organisieren, die Rock Machine schwächen sollten. Diese griffen von Rock Machine kontrollierte Bars und Drogendealer an. Doch Rock Machine wehrte sich. Am 14. Juli 1994 erschossen zwei Mitglieder aus dem größten Puppet-Club der Hells Angels einen Verbündeten von Rock Machine. Dieser Vorfall löste einen Rockerkrieg in Québec aus, der acht Jahre andauerte. Insgesamt sollen in dieser Zeit etwa 150 Personen getötet worden sein.
Im August wurde der erste Unschuldige getötet: eine per Fernsteuerung gezündete Autobombe tötete den elfjährigen Daniel Desrochers. Einen Monat später wurde ein Mitglied der Hells Angels erschossen. Während seines Begräbnisses wurden in Québec als Vergeltungsmaßnahmen neun Bomben gezündet.
1995 gründete Boucher ein Nomaden-Charter, das zu einem der mächtigsten Clubs in Québec aufstieg, da es nicht an einen speziellen Ort gebunden war und aus den berüchtigtsten Mitgliedern der Angels bestand.

## Verhaftung
Während des Rockerkriegs befahl Boucher 1997 den Mord an den beiden Gefängniswärtern Diane Lavigne und Pierre Rondeau. Die beiden Opfer wurden willkürlich ausgewählt, um die Strafverfolgungsbehörden zu verunsichern. So sollten Deals mit der Staatsanwaltschaft verhindert werden. 1998 sprach ihn eine Jury frei. 2000 wurde der Fall zur Revision vorgelegt und der Freispruch aufgehoben. Boucher wurde wieder festgenommen und mit Hilfe eines Polizeiinformanten im Mai 2002 verurteilt. Der Hauptzeuge Stéphane „Godasse“ Gagné war in beide Morde verwickelt und sagte aus, dass Boucher die Morde angeordnet habe. Die Jury beriet sich elf Tage und verurteilte Boucher wegen zweifachen und versuchten Mordes. Boucher erhielt eine lebenslange Haftstrafe, die erst nach 25 Jahren zur Bewährung hätte ausgesetzt werden können. Er befand sich in einem Hochsicherheitsgefängnis in Sainte-Anne-des-Plaines nördlich von Montreal. Dort starb er am 10. Juli 2022 im Alter von 69 Jahren an den Folgen einer Krebserkrankung.